# Parafia wojskowa Wniebowstąpienia Pańskiego w Świdwinie
Parafia wojskowa pw. Wniebowstąpienia Pańskiego w Świdwinie należąca do dekanatu Sił Powietrznych, Ordynariatu Polowego Wojska Polskiego (do 27 czerwca 2011 roku parafia należała do dekanatu Sił Powietrznych Północ). Jej proboszczem od 17 sierpnia 2016 jest ks. por. Marek Drabik. Obsługiwana przez księży diecezjalnych. Erygowana 13 sierpnia 1993. 

## Miejsca święte

### Kościół parafialny
Kościół garnizonowy pw. Wniebowstąpienia Pańskiego w Świdwinie - przy ulicy Jurija Gagarina. Do czasu wybudowania świątyni Msze św. odbywały się w pomieszczeniach Klubu Garnizonowego, w sali kinowej garnizonu.